# 弗里德里希·派因
弗里德里希·派因（Friedrich Pein，1915年10月20日–1975年2月14日）是一位第二次世界大战期间的奥地利裔德意志國防軍狙击手，也是德军狙击手中仅有的两名获颁騎士鐵十字勳章的狙击手之一，另一人是马特乌斯·黑策瑙尔。
1938年10月，弗里德里希·派因参军，后在二战期间作为狙击手服役于第6山地师第143山地猎兵团（Gebirgsjäger-Regiment 143）。1944年初，他被调转进第100猎兵师。1945年2月28日，他因取得200个狙杀战果而获颁骑士铁十字勋章。